# Honnywill Peak
Honnywill Peak är en bergstopp i Antarktis. Den ligger i Östantarktis. Argentina och Storbritannien gör anspråk på området. Toppen på Honnywill Peak är 1 220 meter över havet, eller 217 meter över den omgivande terrängen. Bredden vid basen är 0,19 km.
Terrängen runt Honnywill Peak är huvudsakligen kuperad, men den allra närmaste omgivningen är platt.  Trakten är obefolkad. Det finns inga samhällen i närheten. 